# Talapoptera
Talapoptera là một chi bướm đêm thuộc họ Erebidae.